# U-Bahnhof Schuljawska
Der U-Bahnhof Schuljawska (ukrainisch Шулявська (станція метро Schuljawska (stanzija metro) ⓘ, russisch Шулявская (станция метро) Schuljawskaja) ist ein U-Bahnhof der Metro Kiew in der ukrainischen Hauptstadt Kiew. Mit ihrer Lage von 84 bis 90 m unter der Erdoberfläche gehört sie zu den tiefer gelegenen Stationen der Kiewer Metro.

## Geschichte
Der Bau des U-Bahnhofes wurde schon in den 1950er Jahren als Teil des ersten Bauabschnittes der Kiewer Metro geplant. Architektonisch waren die Entwürfe in Anlehnung an den Empire-Stil gehalten.
Erbaut wurde die Station jedoch erst im zweiten Bauabschnitt. Eröffnet wurde die Station am 5. November 1963. Ursprünglich trug sie den Namen Sawod „Bolschewik“ (ukrainisch завод „Більшовик“, russisch Завод „Большевик“), da sie in unmittelbarer Nähe des gleichnamigen Maschinenbaubetriebes liegt und vorrangig dessen Berufsverkehr dient. Die Stadion wurde bereits am 2. Februar 1993 umbenannt, obwohl das Werk seinen Namen noch bis 2018 behielt. Der Name "Schuljawska" rührt von der gleichnamigen historischen Ortschaft her, die sich ungefähr an dieser Stelle befand, aber schon seit langem vollkommen im Stadtbild Kiews aufgegangen ist.

## Architektur
Die Halle des Bahnhofs ist eine Konstruktion aus drei Tunnelröhren, wobei die mittlere Röhre den 100 m langen und 19,7 m breiten Mittelbahnsteig aufnimmt, während in den beiden seitlichen Röhren die Gleise der Metro verlaufen. Aufgrund der Tiefe wurden die Röhren im Tiefbau vorgetrieben. Die Röhren sind im Bereich des Bahnsteiges durch eine Reihe von Pfeilern mit quadratischem Grundriss getrennt. Erschlossen wird der Bahnsteig an einer Stirnseite durch eine dreispurige Rolltreppe. Aufgrund der tiefen Lage musste die Rolltreppe in zwei Stufen ausgeführt werden, zwischen den beiden Stufen befindet sich eine weitere Lobby. Bei Bau des Bahnhofes wurde die Zwischenlobby an der Erdoberfläche montiert und dann in einem Schacht abgesenkt.
Dem Zeitgeist Anfang der 1960er Jahre der damaligen Sowjetunion entsprechend, war der auch dieser Bau im Gegensatz zu den Stationen des ersten Bauabschnittes nun betont sachlich gehalten. Wände und Pfeiler sind glattflächig mit glasierten Keramikfliesen verkleidet, auf funktionslosen Zierrat wurde verzichtet. Wie auch im U-Bahnhof Polytechnisches Institut sind auch hier die Pfeiler ohne Gesimse ausgeführt. An der dem Zugang gegenüberliegenden Stirnseite befindet sich ein Mosaik, das in einer allegorischen Darstellung die sowjetische Wirtschaft feiert. Dargestellt sind ein Arbeiter und ein Ingenieur, eine Fabrikhalle mit Schornsteinen und ein Atommodell. Der Name der Station wurde in ukrainischer Sprache in erhabenen Buchstaben an den Längsseiten angebracht, und an einer Durchgangstür ist das Jahr der Eröffnung vermerkt. In der Mittelhalle, über den Pfeilern, sind in ukrainischer und russischer Sprache Inschriften angebracht. Dabei handelt es sich um die Wörter "Kommunismus" (КОМУНІЗМ bzw. КОММУНИЗМ), "Frieden" (МИР), "Arbeit" (ПРАЦЯ bzw. ТРУД), "Freiheit" (СВОБОДА), "Gleichheit" (РІВНІСТЬ bzw. РАВЕНСТВО), "Brüderlichkeit" (БРАТЕРСТВО bzw. БРАТСТВО) und "Glück" (ЩАСТЯ bzw. СЧАСТЬЕ). Mosaik und Inschriften bleiben auch nach der Umbenennung trotz ihres sowjetischen Bezuges und der Verwendung der russischen Sprache erhalten, allerdings wurde in den 1990er Jahren das Wort "Kommunismus" in beiden Sprachen entfernt, 2016 die Sterne zwischen den Wörtern.
Architekten des Bahnhofes waren Anatolij Dobrowolskyj, Boris Iwanowitsch Prijmak, Alexander Iwanowitsch Malinowskij und Anatoli Iljitsch Tscherkasski, für die künstlerische Ausgestaltung waren Iwan Semjonowitsch Litowtschenko und Marija Timofeevna Litowtschenko verantwortlich.

## Lage und Zugang
Der oberirdische Zugang befindet sich in einem Pavillon unmittelbar am Siegesprospekt in unmittelbarer Nähe der Kreuzung zu Dowschenko-Straße. Im ersten Stock des Gebäudes befindet sich die Kassenhalle und der Zugang zu den Rolltreppen, im zweiten Stock ein ringförmiges Café. Nahe bei der Station befinden sich das Dowschenko-Filmstudio, die Nationale Wadym-Hetman-Wirtschaftsuniversität Kiew, der Verlag „Presse der Ukraine“, der Kiewer Zoo und der Puschkinpark.

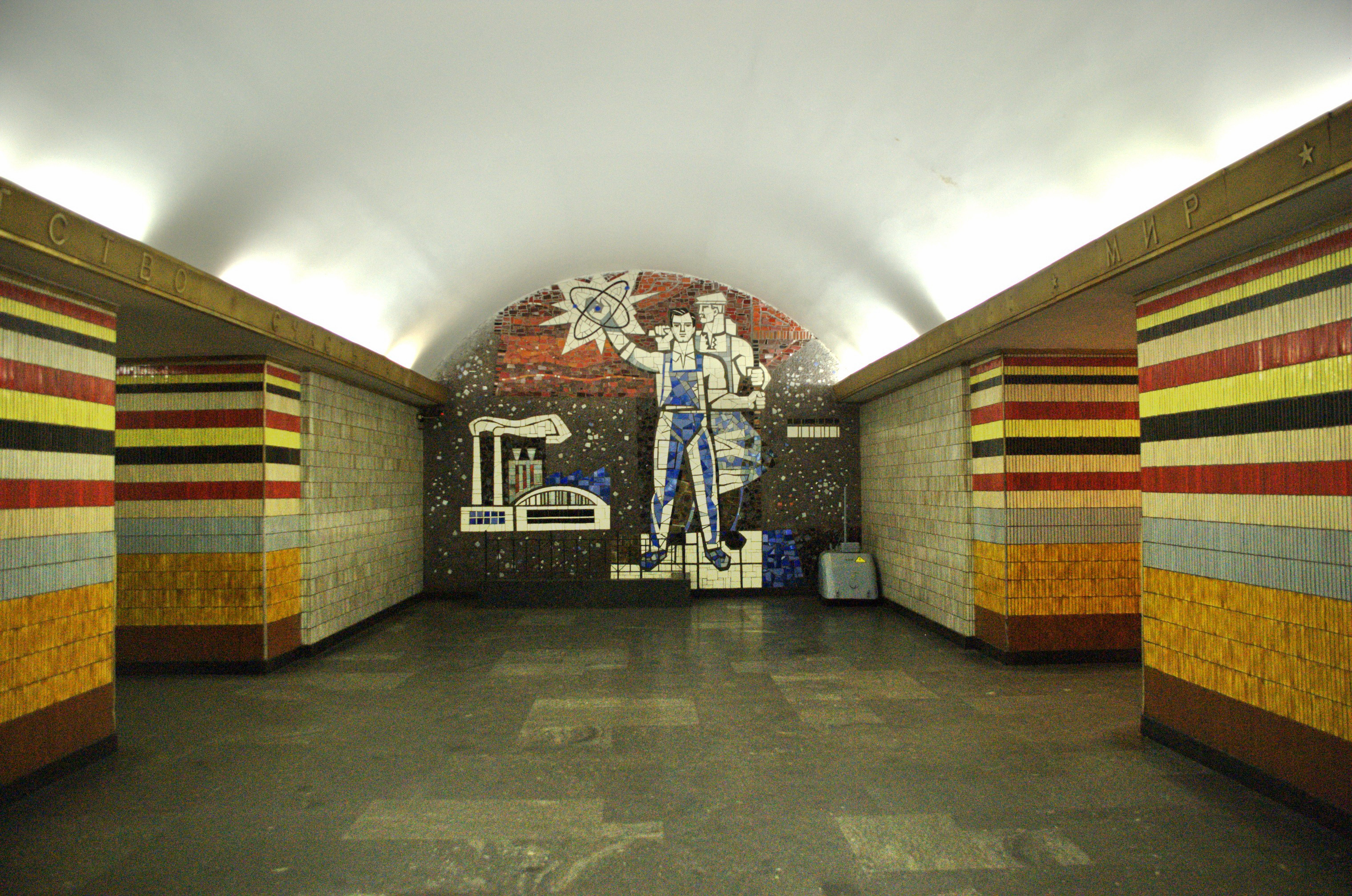
Mittelhalle mit dem Mosaik und den Inschriften über den Pfeilern, Zustand 2007. Die Sterne sind noch vorhanden, das Wort „Kommunismus“ wurde bereits entfernt.
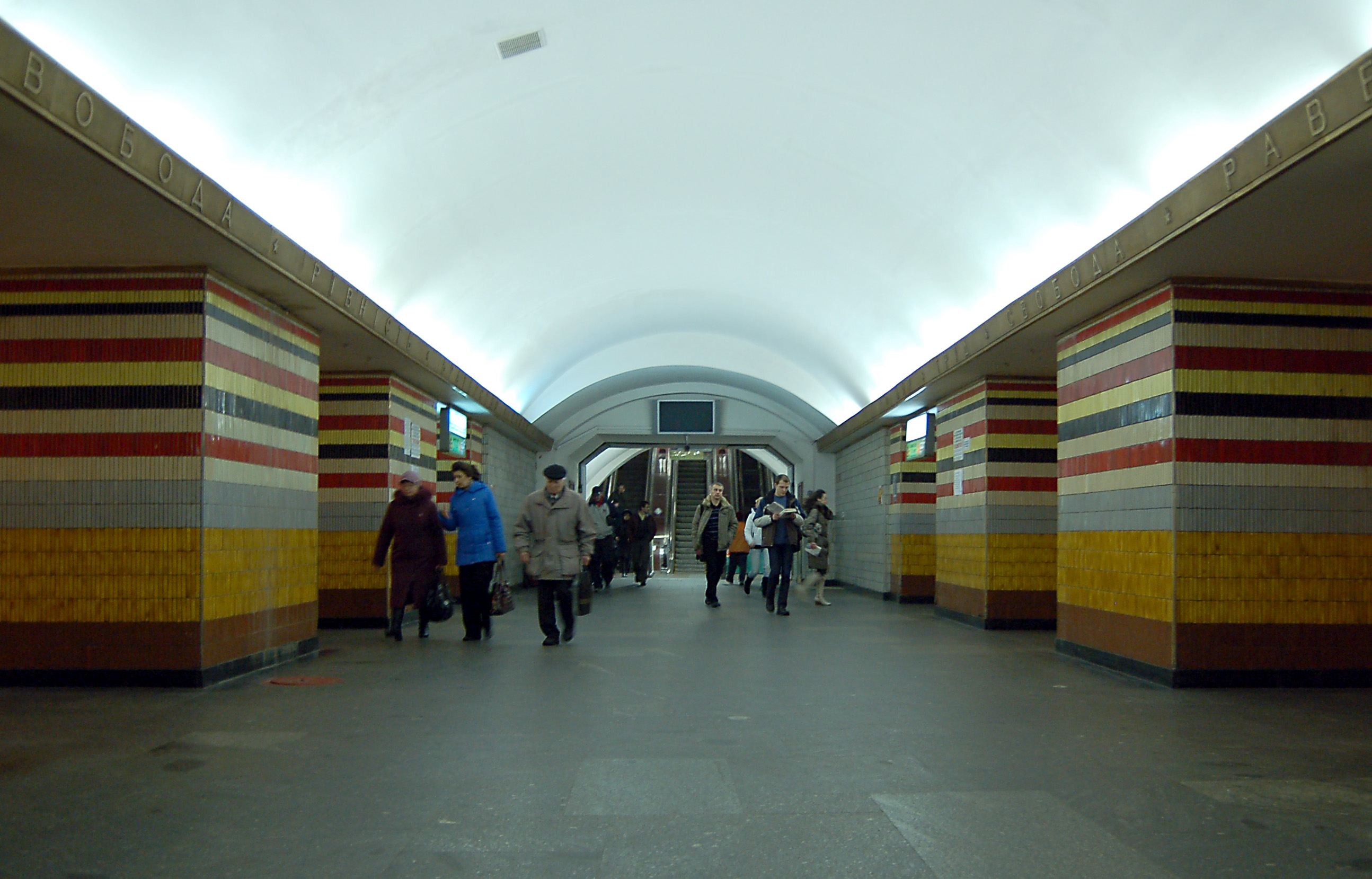
Mittelhalle mit Blick zur Rolltreppe, links über den Pfeilern die Inschriften in ukrainischer Sprache, rechts in russischer Sprache
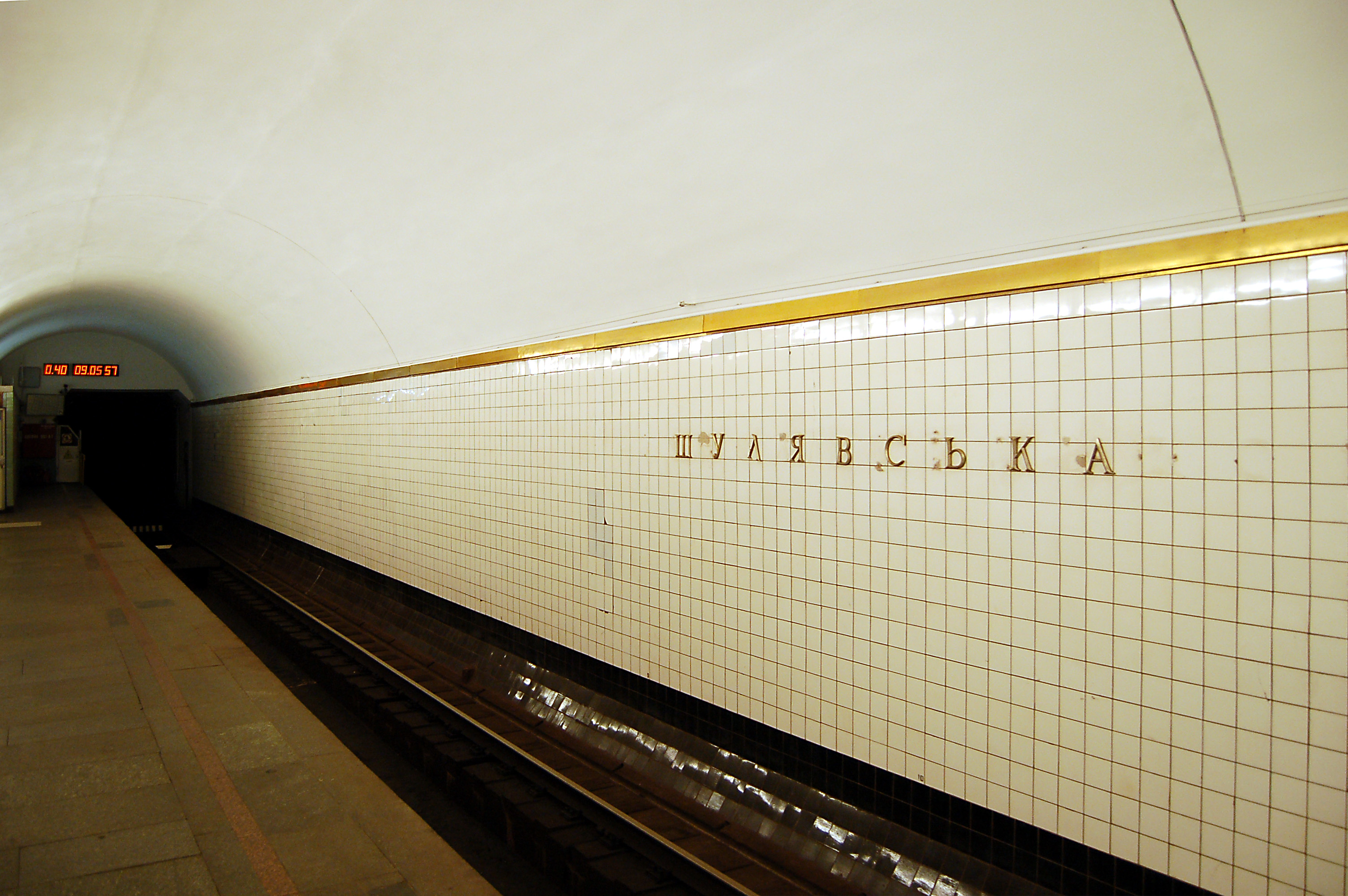
Stationsname, Zustand 2010.
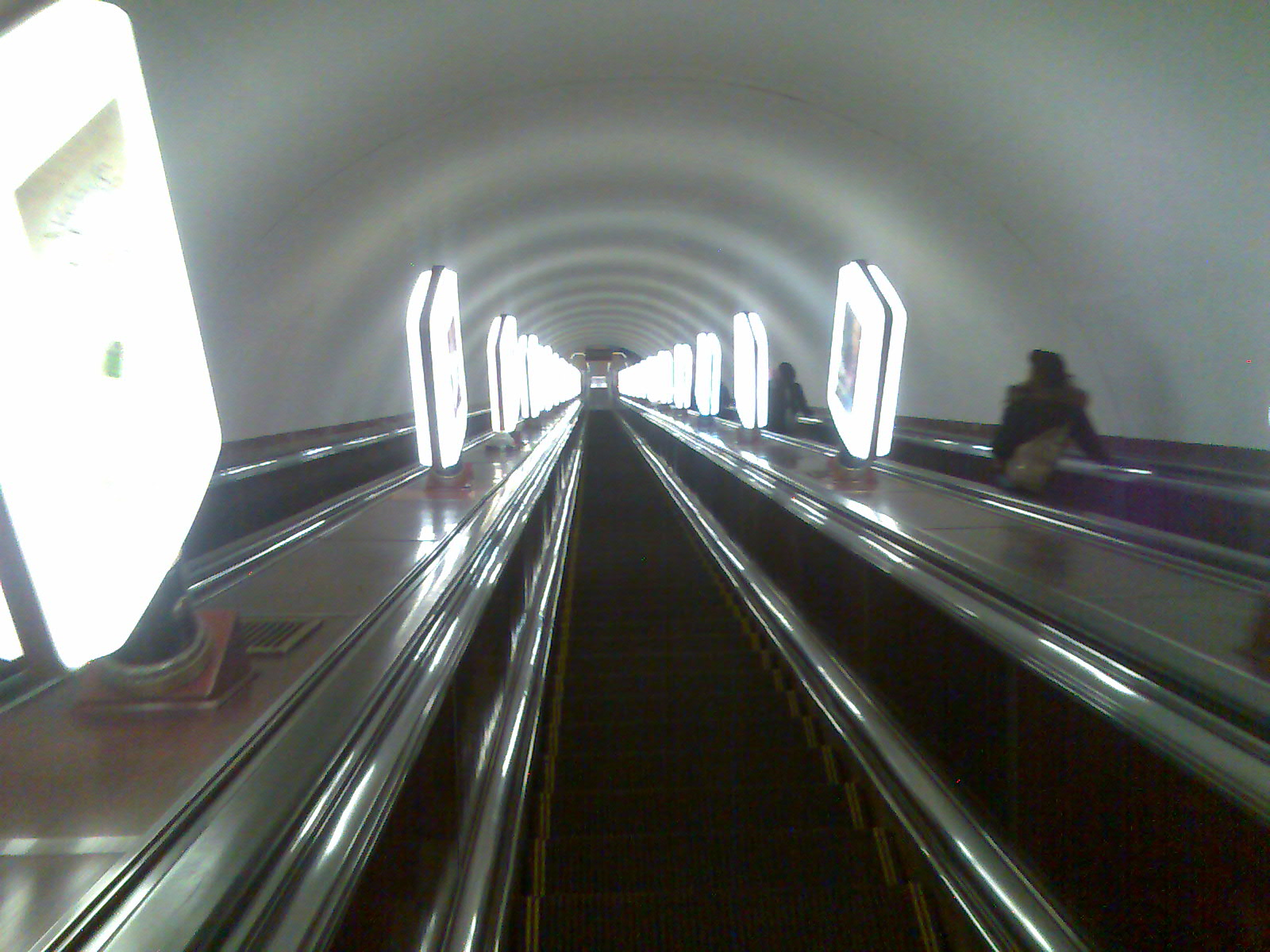
Rolltreppe von der Zwischenlobby zum Bahnsteig
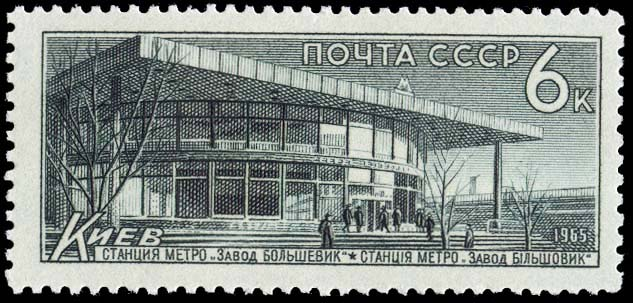
Sowjetische Briefmarke mit der Darstellung des Gebäudes des oberirdischen Zugangs
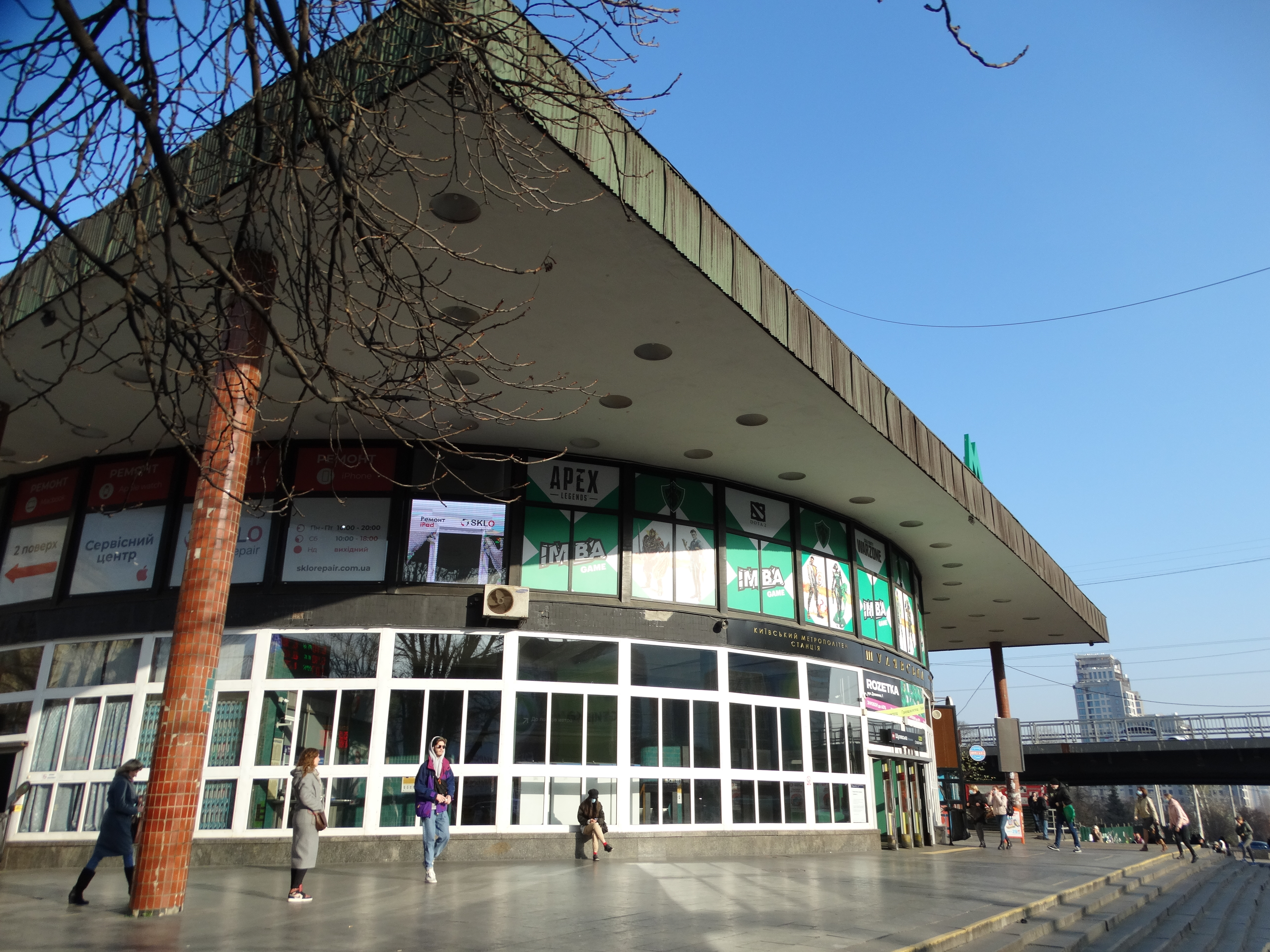
Zustand des Gebäudes 2021